# Коджо, Эдем
Эдуар Коджови «Эдем» Коджо (фр. Edem Kodjo; 23 мая 1938, Сокоде, Британское Того — 11 апреля 2020, Париж) – тоголезский политический, государственный и международный деятель, дипломат. Премьер-министр Того (1994—1996 и 2005—2006). Генеральный секретарь Организации африканского единства с 1978 по 1983 год. Председатель партии Панафриканская патриотическая конвергенция (Того).

## Биография
В 1964 году окончил Национальную школу администрации во Франции.
С 1973 по 1976 год занимал пост министра финансов страны, с 1976 по 1978 год работал министром иностранных дел Того. 
Сторонник африканского национализма. С 30 апреля 1969 года был первым Генеральным секретарём партии Объединение тоголезского народа. Это была единственная юридически разрешенная партия в стране.
С 1978 по 1983 год был генеральным секретарем Организации африканского единства. После ухода с поста генерального секретаря ОАЕ в 1983 году жил во Франции, где преподавал в Сорбонне, писал для Jeune Afrique, основал журнал Afrique 2000. 
В 1991 году стоял у истоков политической партии Тоголезский союз за демократию, отделившейся от единственной легальной партии Объединение тоголезского народа. Партия выиграла 7 из 81 места на парламентских выборах 1994 года, во время которых она сформировала альянс с Комитетом действия за обновление для 2-го тура выборов, и в результате их оппозиционный альянс получил большинство мест в национальном собрании, победив правящую Объединение тоголезского народа. 
В августе 1999 года создал Панафриканскую патриотическую конвергенцию, которая объединила четыре политические партии страны: Тоголезский союз за демократию, возглавляемого Эдемом Коджо, Партию действия за демократию, возглавляемой Фрэнсисом Эко, Партию демократов за единство и Союз за демократию и солидарность во главе с Антуаном Фоли.
В 1985 году во Франции издал книгу «Африка завтрашнего дня» ( «Africa of Tomorrow» ), которая позже была переведена на английский язык и издана в США в 1987 году. В 1985 году был награждён Гран-при Большой литературной премии Чёрной Африки.

## Смерть
Умер 11 апреля 2020 года от COVID-19 в Париже, Франция. Министр иностранных дел Того Роберт Дасси отдал ему дань уважения, назвав его «блестящим учёным».